# Episodi di The Affair - Una relazione pericolosa (seconda stagione)
La seconda stagione della serie televisiva The Affair - Una relazione pericolosa (The Affair), composta da 12 episodi, è stata trasmessa sul canale statunitense via cavo Showtime dal 4 ottobre al 20 dicembre 2015.
In Italia, la stagione è andata in onda sul canale satellitare Sky Atlantic dal 12 ottobre al 16 novembre 2016.
Josh Stamberg entra nel cast principale, per poi lasciare la serie insieme a Leya Catlett che nelle stagioni successive verrà sostituita da Abigail Dylan Harrison nella parte di Stacey Solloway.
| nº | Titolo originale | Titolo italiano         | Prima TV USA     | Prima TV Italia  |
| -- | ---------------- | ----------------------- | ---------------- | ---------------- |
| 1  | 201              | Mediazione              | 4 ottobre 2015   | 12 ottobre 2016  |
| 2  | 202              | Sotto accusa            | 11 ottobre 2015  | 12 ottobre 2016  |
| 3  | 203              | Segreti                 | 18 ottobre 2015  | 19 ottobre 2016  |
| 4  | 204              | Ordinanza restrittiva   | 25 ottobre 2015  | 19 ottobre 2016  |
| 5  | 205              | Il coraggio di tornare  | 1º novembre 2015 | 26 ottobre 2016  |
| 6  | 206              | Estremi rimedi          | 8 novembre 2015  | 26 ottobre 2016  |
| 7  | 207              | Realtà o finzione       | 15 novembre 2015 | 2 novembre 2016  |
| 8  | 208              | Una serata con l'autore | 22 novembre 2015 | 2 novembre 2016  |
| 9  | 209              | L'uragano               | 29 novembre 2015 | 9 novembre 2016  |
| 10 | 210              | Paternità               | 6 dicembre 2015  | 9 novembre 2016  |
| 11 | 211              | Soci in affari          | 13 dicembre 2015 | 16 novembre 2016 |
| 12 | 212              | L'ultima scelta         | 20 dicembre 2015 | 16 novembre 2016 |

## Mediazione
- Titolo originale: 201
- Diretto da: Jeffrey Reiner
- Scritto da: Sarah Treem

### Trama
Noah è in prigione accusato dell'omicidio di Scotty Lockhart, in attesa che venga processato, il detective Jeffries, che è ancora convinto che Noah abbia investito la vittima, gli consiglia di dichiararsi colpevole, così avrà solo un'accusa per mancato soccorso.
Nel frattempo prosegue la narrazione degli avvenimenti accaduti prima dell'arresto di Noah, il quale prosegue con la stesura del suo libro e convive felicemente con Alison in una piccola casa fuori città, ma ha dei problemi dato che il suo editore non è soddisfatto del finale dato che sosteneva la prima idea di Noah, ovvero uccidere la sua amata nel finale (la versione letteraria di Alison), ma il problema è che Noah ha il blocco dello scrittore. Noah va a casa di Helen per prendere un po' della sua roba ma la suocera, Margaret, gli permette di prendere davvero poche cose, Margaret è troppo opprimente con la figlia e i nipoti pretendendo di controllarli. Helen all'insaputa di tutti ha una relazione con Max, il migliore amico di Noah, benché non sia molto presa da lui. Helen è soggetta ai pettegolezzi delle altre madri che parlano di lei e dei tradimenti di Noah. Quest'ultimo ha dei problemi con i suoi figli a causa della separazione, specialmente con Martin e Trevor, inoltre Whitney non gli rivolge nemmeno la parola. Helen e Noah vanno da un mediatore legale per affrontare il divorzio nella maniera più pacifica possibile, almeno per il momento il principale obbiettivo di Noah è quello di trovare una casa a New York abbastanza grande non solo per lui e Alison, ma anche per i suoi figli per quando verranno a fargli visita.

## Sotto accusa
- Titolo originale: 202
- Diretto da: Jeffrey Reiner
- Scritto da: Sarah Treem

### Trama
La storia di Noah e Alison va a gonfie vele, tra l'altro la donna fa amicizia con Robert, il marito Ivonne, la donna che ha lasciato a Noah la casa dove vivono attualmente. Ivonne le offre un lavoro retribuito come sua assistente che lei accetta. Alison riceve la visita di Cole, che ha scoperto l'indirizzo da Jane, l'amica di Alison. Lui è venuto per lasciarle alcune sue cose, l'ex marito, che ha perso il ranch, ha tagliato tutti i ponti con la famiglia e vive facendo il taxista, ormai si è trasformato in un uomo triste e disilluso. Cole sperava di chiarire le cose con lei ma ha capito che il loro matrimonio è finito. Noah si arrabbia con Alison perché il suo editore non vuole più pubblicare il suo libro, quindi a breve finirà sul lastrico e non otterrà la custodia dei suoi figli, inoltre trova inappropriato che Alison lavori su retribuzione per Ivonne dato che gentilmente ha offerto la sua casa a entrambi. Noah le propone di vendere la casa anche se Alison non ci ha pensato con molta serietà. Scotty informa Cole che la famiglia sta passando un brutto periodo, Mary-Kate, la moglie del loro fratello Hal è incinta, ma la situazione economica è un disastro, infatti Scotty vorrebbe che Cole e Alison vendessero la casa che ha un grande valore immobiliare, e a lui spetterebbe metà del ricavato, ma Cole non è intenzionato ad assecondare la sua richiesta. Cole dà un passaggio a Bruce, il padre di Helen, che ha appena lasciato Margaret per tornare con la sua vecchia amante, inoltre Cole ha modo di conoscere la giovane e bella Luisa. 
Nel presente, durante il processo nei confronti di Noah, Cole conosce la piccola Joanie, la figlia di Alison e Noah. La bambina lega subito con Cole con grande stupore di Alison dato che di solito non è così affettuosa con gli estranei, stranamente Cole guardando la piccola sente una sorta di legame con lei.

## Segreti
- Titolo originale: 203
- Diretto da: Anna Boden e Ryan Fleck
- Scritto da: Alena Smith

### Trama
La storia tra Alison e Noah sembra proseguire bene, ma poi arriva Whitney la quale non nasconde l'ostilità che nutre per Alison, considerandola la causa della fine del matrimonio dei suoi genitori, poi Noah la riporta a casa. Noah si fa prestare dei soldi da Max il quale con gentilezza si offre di aiutarlo economicamente, Max gli rivela che sta frequentando una donna (senza entrare nello specifico dato che Noah ignora che Max e Helen stanno insieme). Noah riceve la richiesta formale di divorzio da Helen. Alison passa del tempo con Robert rivelandogli che suo figlio è morto, e il dolore la perseguita, lei infatti sperava di superarlo lasciando Montauk insieme a Noah, il quale non comprenderà mai fino in fondo il dolore che prova, e questo la fa sentire sola. Robert le fa capire che l'amore che lei e Noah provano è sincero ma che deve accettare che ci saranno degli aspetti di lei che Noah non capirà mai fino in fondo. Calata la notte Noah torna da New York dopo aver riaccompagnato Whitney e lui e Alison fanno l'amore in piscina.
Nel presente Noah e Alison parlano all'avvocato Gottlief della sera della morte di Scotty, che è avvenuta il giorno del matrimonio di Cole, il quale aveva invitato pure Alison e Noah alla cerimonia, quest'ultimo giura ancora di essere innocente.

## Ordinanza restrittiva
- Titolo originale: 204
- Diretto da: John Dahl
- Scritto da: Anya Epstein

### Trama
Helen chiede a Max di lasciarle un po' di tempo per riflettere sulla sua vita in quanto non si sente ancora pronta ad iniziare una nuova relazione; Max capisce che la loro storia è finita perché lui non è capace di renderla felice. Helen e Noah portano il processo di divorzio in tribunale e inizia fra i due uno scontro per l'affidamento dei figli, specialmente dopo che Whitney ha rivelato alla madre che Noah e Alison vivono insieme. Helen, in stato di ebbrezza e dopo aver bevuto e preso delle pillole, provoca un incidente in cui la piccola Stacey viene ferita alla fronte. La donna viene portata alla centrale di polizia e Noah prende i suoi figli per andare dalla sorella e dal cognato. Qui incontra suo padre con cui ha un rapporto conflittuale da anni, che non vede bene il fatto che il figlio abbia lasciato e tradito la moglie. Noah dice alla sorella che con quello che è appena successo con Helen e l'incidente stradale, le sue possibilità per avere l'affidamento dei figli ora sono a suo favore, ma la sorella è dell'opinione che lui non sia pronto per stare con i ragazzi a tempo pieno, nasce così una discussione e Noah parte nuovamente con i figli ma durante il viaggio Martin ha un malore e si fermano in un motel. Alison, li raggiunge e dà conforto a Noah.
Nel presente Gottlief fa richiesta affinché il processo venga trasferito dalla contea di Montauk, ma la richiesta viene respinta, tra l'altro la procura offre un patteggiamento: se Noah si dichiara colpevole avrà solo due o tre anni di reclusione in un penitenziario.

## Il coraggio di tornare
- Titolo originale: 205
- Diretto da: Laura Innes
- Scritto da: Sharr White

### Trama
Noah torna a New York per seguire Martin durante la guarigione, e Alison rimane sola con Ivonne e Robert, e mentre è in compagnia di quest'ultimo gli racconta di come lei e Noah si sono conosciuti, e di come abbia tradito suo marito, ma il tutto sfocia in una scena piuttosto imbarazzante quando Robert si eccita mettendo Alison a disagio dicendole "Tu fai questo effetto agli uomini". 
Alison legge le pagine del libro di Noah ispirato alla loro storia scoprendo che lei è dipinta come una volgare e lussuriosa amante. Intanto Cole continua a lavorare come taxista, e scopre che Luisa ha una relazione con Scotty, anche se poi lo lascia avendo scoperto che spaccia droga. Alison va a trovare Noah a New York nella casa di Helen dove incontra quest'ultima, la quale mette in guardia Alison dicendole che un giorno Noah si stuferà anche di lei e che ben presto smetterà di essere un compagno amorevole. Alison torna a Montauk, mentre Cole scopre che Scotty ha chiesto a un agente immobiliare di valutare il prezzo di mercato della casa di Alison, infatti suo fratello cerca di spingere Cole a vendere la casa di Alison così con la metà del ricavato lo aiuterà nel suo progetto: comprare il ristorante di Oscar, il Lobster Roll, dato che sarà costretto a venderlo avendo accumulato molti debiti, e farne un night club, ha già trovato un investitore che desidera aiutarlo ma Scotty vorrebbe dare il suo contributo economico. Cole accompagna con il taxi Luisa nel ristorante dove lei lavora, iniziando a conoscerla meglio, lei è un'immigrata e non ha il permesso di soggiorno in regola, poi dà a Cole il suo numero di telefono. Cole va a casa di Alison e la trova lì. I due hanno una profonda conversazione, dove Alison sente di non aver mai raggiunto traguardi importanti nella sua vita e di non valere nulla, ma soprattutto sente che gli uomini la vedono come una poco di buono, ma Cole le assicura di non averla mai giudicata male e che per Cole lei è ancora importante. Alison gli chiede di dormire con lei, e i due fanno l'amore, venendo poi sorpresi in flagrante da Scotty.
Nel presente Gottlief e Jeffries si incontrano al Lobster Roll dove l'avvocato fa tenere presente al detective che tanta gente a Montauk odiava Scotty e che è insensato concentrare le indagini solo su Noah, ma Jeffries è convinto che lui era l'unico che lo voleva davvero morto per aver messo incinta la figlia minorenne. Poi arriva Oscar che adesso lavora al Lobster Roll solo come cameriere, infatti adesso il ristorante appartiene a Cole, tra l'altro Oscar informa Gottlief che potrebbe aiutarlo con il caso della morte di Scotty.

## Estremi rimedi
- Titolo originale: 206
- Diretto da: Jeffrey Reiner
- Scritto da: David Henry Hwang

### Trama
Noah va a prendere Martin e lo porta a vedere una partita, Margaret consiglia a Helen di tenere il suo ex marito lontano dai figli, tra l'altro lei e Bruce accompagnano la figlia da Gottlief per sapere come procede il divorzio, ma i due litigano in continuazione da quando si sono lasciati, come se non bastasse Gottlief spiega che l'incidente d'auto non fa pendere le cose a favore di Helen, che poi riceve una telefonata da Noah: Martin ha avuto un altro malore e quindi viene portato in ospedale, dove viene seguito dal dottor Vic Ullah che spiega ai genitori che non è nulla di grave, Martin ha solo avuto un ascesso perché è affetto dal morbo di Crohn. Stufa di litigare con Noah gli concede l'affidamento congiunto, poi si arrabbia con Margaret la quale non ha fatto altro che manipolare il divorzio riflettendo su Noah tutta l'infelicità del suo matrimonio con Bruce. Dopo aver affrontato sua madre, Helen riceve l'abbraccio di Whitney. Martin ritorna a casa dove viene accolto dai genitori e dai fratelli, Noah dopo tanto tempo passa dei bei momenti con la sua famiglia, ma poi decide di tornare da Alison che sta dalla madre in un ritiro spirituale. Alison gli confessa di aver letto le pagine del libro e non le piace il modo in cui lei è raffigurata, avendo capito che Noah la vede come una sgualdrina perché l'ha conosciuta in un momento in cui usava solo il sesso per avere un contatto emotivo, dato che era diventata una donna fredda dalla morte di Gabriel. Alison è arrabbiata dato che Noah non si è fatto vivo per sei settimane, e non vuole tornare con lui anche se ha comprato un appartamento abbastanza grande per tutti. Noah scopre che anche lo scrittore da lui ammirato Sebastian Junger prende parte a questo ritiro, poi la madre di Alison, Athena, esamina i chakra di Noah avendo capito che lui vorrebbe controllare Alison, è attratto dal suo lato oscuro ma contemporaneamente lo teme. Noah e Alison iniziano a litigare ma poi hanno un rapporto sessuale nel bosco, e lei gli rivela di essere incinta. Noah supera il blocco dello scrittore e scrive il finale dove il personaggio di Alison muore.
Nel presente Gottlief spiega a Helen che Oscar potrebbe avere una prova che farebbe la differenza nell'indagine sulla morte di Scotty, non l'ha presentata alla polizia perché vuole dei soldi, quindi Helen è pronta a dargli il denaro che vuole per avere quelle prove.

## Realtà o finzione
- Titolo originale: 207
- Diretto da: Anna Boden e Ryan Fleck
- Scritto da: Abe Sylvia

### Trama
Il libro di Noah che lui ha intitolato "La discesa" è diventato un bestseller, lui e Alison prendono parte ad alcuni eventi per promuoverlo, ma a Alison non piace molto la vita mondana di New York. Cole e Luisa hanno iniziato una relazione, ma quando fanno l'amore lui si sente a disagio quando Luisa gli dice di amarlo. Il giorno del ringraziamento Luisa lo passa a New York con la sua famiglia e invita Cole a venire con lei, ma l'uomo non è in vena di festeggiamenti, poi accusa la sua ragazza di avergli rubato dei soldi che non trova più, ma lei capisce che è solo un palese tentativo di allontanarla, quindi lo lascia solo. Noah e Alison passano il ringraziamento nella loro nuova casa invitando Max, Athena, Jane e Eden, addetta stampa che si occupa di promuovere il libro di Noah. Alison capisce subito che Noah non è molto preso dalla gravidanza di lei, inoltre con grande dispiacere della madre le rivela che lei e Cole hanno venduto la casa che lei le aveva lasciato. Alison litiga con Noah davanti agli invitati accusandolo di aver distorto la verita nel suo libro, lei odia il fatto che ha ucciso il suo personaggio come se mostrasse solo freddezza nei suoi riguardi, ma lui le assicura che lo ha fatto solo perché il suo editore faceva pressione su quel finale che a suo dire non riflette la realtà. Cole compra il libro di Noah e va al ringraziamento dalla madre e dai fratelli, che però sottolineano come lui ormai li abbia praticamente abbandonati, inoltre Mary-Kate ha avuto un aborto. Cole esprime la rabbia nei confronti di Noah perché alcuni capitoli del suo libro narrano la storia del nonno Silas descritto come un assassino. Poi Cole nota uno strano scambio di sguardi tra la madre Cherry e Scotty, i quali gli rivelano che ciò che ha scritto Noah è vero, infatti la moglie di Silas lo tradì con un parente di Oscar e ebbe un figlio illegittimo che Silas uccise. Cherry spiega a Cole che Silas era un uomo orribile che picchiava sempre il padre di Cole, affermando addirittura che i Lockhard sono maledetti ed è per questo che Gabriel è morto e che Mary-Kate ha abortito. Cole stufo di sentire i deliri della madre va via, Scotty lo raggiunge ma poi arriva Whitney, che vorrebbe parlare con Scotty, il quale scappa. Cole la riporta in auto a New York convincendola a lasciar perdere Scotty perché merita di meglio, e anche se lei lo ama suo fratello non prova nulla nei suoi confronti. Cole le spiega semplicemente che pur amando una persona non sempre si può essere ricambiati. Whitney si sente esclusa dalla vita di suo padre dato non l'ha menzionata nel suo libro, ma Cole le spiega che probabilmente era solo il suo modo per proteggerla raccontandole che suo padre si tolse la vita impiccandosi il giorno del suo decimo compleanno. Cole porta Whitney da Noah e lei gli dà un tenero bacio come ringraziamento, poi raggiunge Luisa dalla sua famiglia e si scusa con lei ammettendo che voleva ferirla di proposito ma che non si comporterà più così con lei, confessandole di amarla pure lui, infine fanno pace e Cole passa un piacevole ringraziamento con Luisa e la sua famiglia.
Nel presente Oscar fa vedere a Gottlief un video del ricevimento del matrimonio di Cole dove Alison e Scotty litigavano e Oscar giura che era lì presente e Scotty riferendosi a Joanie disse "È la nostra bambina".

## Una serata con l'autore
- Titolo originale: 208
- Diretto da: Laura Innes
- Scritto da: Sharr White

### Trama
Helen porta Whitney alla visita guidata all'università, Whitney però non è molto interessata, tra l'altro apre un profilo per sua madre in un sito di incontri, facendole notare che lei e Noah si sono lasciati da un anno e che deve ricominciare a frequentare degli uomini perché la dura verità è che è una donna di mezza età e che le rimangono pochi anni buoni. Non provando molto interesse per la vita universitaria, Whitney confessa a Helen che vorrebbe fare la modella e che si è già messa in contatto con un fotografo, infatti non le interessa l'università, scelta che Helen non condivide molto. Helen assiste a una serata dove Noah reciterà alcuni versi del suo libro. Alison fa vedere a Noah il suo studio che lei ha arredato come una nursery per la piccola che sta per nascere, ma Noah non mostra molto interesse per la cosa, almeno no quanto interesse mostra per la sua carriera letteraria. Noah e Helen passano una piacevole serata, poi lui bacia Eden e proprio quando erano a letto insieme, lei si tira indietro non ritenendo professionalmente etico andare a letto con il suo cliente.
Nel presente Gottlief ipotizza che Alison e Scotty avessero avuto una storia dalla quale lei rimase incinta di Joanie, e lui ossessionato da Alison iniziò a perseguitarla e che dunque lei lo abbia ucciso per toglierselo di torno, quindi Helen prende il ciuccio di Joanie e lo porta a Gottlief per un test del DNA.

## L'uragano
- Titolo originale: 209
- Diretto da: Jeffrey Reiner
- Scritto da: David Henry Hwang e Alena Smith

### Trama
Helen va al bar dove aspetta un uomo per un appuntamento in un sito on-line, ma non viene, in compenso incontra al bar Vic, il medico che si prese cura di Martin, i due purtroppo sono costretti a lasciare il bar che deve chiudere a causa dell'Uragano Alex. I due dopo una breve chiacchierata vanno a casa di Helen e fanno sesso nel seminterrato senza farsi scoprire dai figli della donna. Vic poi va via anche se tutto fa supporre che tra lui e Helen stia nascendo qualcosa che va oltre l'intesa sessuale. Noah va a una festa con Eden, per parlare con un produttore cinematografico che vuole fare un film sul libro di Noah, il quale ignora le chiamate di Alison sul cellulare, poi fa uso di cocaina e Eden cerca di sedurlo. Poi si fa il bagno nudo con delle ragazze scoprendo che una di loro è Whitney, e lui imbarazzato scappa via dalla villa per raggiungere Alison dopo aver visto le chiamate perse, lei infatti è in ospedale in travaglio, in anticipo di cinque settimane. Noah purtroppo rimane fermo a causa di un blocco stradale dovuto all'uragano, intanto a Montauk Cole e Luisa vanno a casa di Alison per preparare la sua roba dato che la casa è stata venduta, per Cole non è facile separarsi dalla casa dove Gabriel è cresciuto, poi lui e Luisa fanno l'amore e la ragazza lo invita a venire a vivere con lei a New York. Luisa gli rivela che in passato ebbe dei fibromi ma non avendo un'assicurazione medica la cugina la portò da un sedicente chirurgo che le asportò i fibromi ma a causa delle cicatrici da taglio dovute all'operazione, non potrà più avere figli. Da ciò nasce una discussione e Cole litiga con Luisa che lo lascia solo spiegandogli che deve smetterla di piangersi addosso e dare agli altri la colpa dei suoi problemi. Cole ha una visione di Gabriel e poi dà fuoco alla casa di Alison trovando la forza di reagire e, contemporaneamente, Alison dà alla luce Joanie. Il mattino dopo Noah raggiunge Alison in ospedale ma lei chiede alla dottoressa di lasciarla ancora un po' sola con la sua bambina.

## Paternità
- Titolo originale: 210
- Diretto da: Scott Winant
- Scritto da: Anya Epstein

### Trama
Noah va da una psicologa, Alison non si presenta all'appuntamento dato che è occupata con lo studio, infatti frequenta la facoltà di medicina anche se il programma di studio non la mette a suo agio. Approfittando del tempo che Noah passa da solo con la terapista capisce che ha la sensazione che le donne della sua vita a un certo punto lo giudicano, per farsi perdonare di non esserci stato durante il parto di Joanie si è dedicato con tutto se stesso alla paternità per sostenere Alison, ma sente che non è sufficiente, tra l'altro lui e Whitney non si parlano più dall'imbarazzante serata dell'uragano. Noah rivela che vuole lavorare a un nuovo libro, una sorta di biografia romanzata di Omar Bradley, riflettendo sul fatto che spesso i grandi uomini che hanno raggiunto grandi traguardi non sono stati dei buoni compagni per le loro mogli. Noah racconta di suo padre, era un pittore ma quando la moglie si ammalò decise di lavorare come camionista, ma alla fine smise di prendersi cura di lei, e furono Noah e sua sorella a farlo, finché pure lei non mollò la presa lasciando solo a Noah il compito di accudirla, infatti benché suo padre non tradì mai la moglie la abbandonò non dandole sostegno durante la malattia. La psicologa gli spiega che non è impossibile essere degli uomini di successo e essere anche dei compagni fedeli. Scotty va a trovare Alison, è lampante che sta facendo uso di droghe, lui le propone di comprare il Lobster Roll che sarà venduto all'asta, infatti l'uragano lo ha reso inagibile e Oscar, essendo finito in bolletta, non ha potuto ristrutturarlo. Alison rifiuta la proposta, poi Scotty ha modo di conoscere Joanie e guarda Alison con un sorriso maligno, avendo capito che Joanie è la figlia di Cole memore di quando poco tempo prima li sorprese a letto insieme. Alison scopre da Jane che Cole ora vive insieme a Luisa a Greenpoint, quindi lei e il suo ex marito si danno appuntamento in un bar, Cole sembra un uomo nuovo, lui e Alison si salutano da buoni amici, adesso lavora nell'edilizia insieme al cugino di Luisa. Cole le spiega che da quando ha chiuso i ponti con la sua famiglia lui è molto più felice, poi Alison conosce Luisa e Cole le dice che a breve si sposeranno. Alison sembra molto felice per lui, ma quando si allontana guarda Cole insieme a Luisa con un'espressione malinconica, a dimostrazione che forse lo ama ancora.
Nel presente Noah viene processato per l'omicidio di Scotty, la difesa di Gottlief si incentra nel ricordare ai presenti che molte altre persone che odiavano Scotty avevano moventi più convincenti di quello di Noah per volerlo morto, poi Gottlief riceve dal suo assistente gli esami del test del DNA e a giudicare dalla sua espressione non è l'esito che sperava.

## Soci in affari
- Titolo originale: 211
- Diretto da: Michael Slovis
- Scritto da: Abe Sylvia (soggetto); Abe Sylvia e Sharr White (sceneggiatura)

### Trama
Cole porta Luisa a Montauk per fare visita a Cherry, i due si fermano in un motel e fanno l'amore, ma il tutto diventa imbarazzante quando scoprono che Cherry lavora lì come donna delle pulizie, infatti la sua situazione economica è un disastro, inoltre ha venduto un mobile che apparteneva alla famiglia da generazioni, per dare a Scotty i soldi per comprare il Lobster Roll all'asta, ma Cole prova inutilmente a convincere il fratello a farsi internare in un istituto. Cole è arrabbiato con Cherry la quale non dà a Scotty l'aiuto di cui ha veramente bisogno preferendo invece viziarlo. Cole, Cherry e Luisa vanno a trovare la madre di quest'ultima, che lavora per Margaret, la quale sembra aver lasciato alle spalle i dissapori con i Lockhart nonostante ciò che Scotty fece a Whitney. Cole vede il Lobster Roll e capisce che in fondo Scotty potrebbe avere ragione, è un buon investimento, proponendo a Luisa di gestirlo lei, dopo averlo ristrutturato, mentre lui e Alison lo compreranno all'asta con i soldi della vendita della casa. Luisa accetta nonostante la paura che Cole e Alison possano riavvicinarsi emotivamente se diventeranno soci, sebbene Cole le assicuri che tra lui e la sua ex moglie è finita. Alison accetta la proposta di Cole e i due si aggiudicano all'asta il Lobster Roll, poi vengono raggiunti da uno Scotty ubriaco che con felicità crede che ora potranno essere soci, ma Cole gli spiega che lui non avrà nulla a che fare con tutto ciò. Scotty perde completamente il controllo ricordando a Alison che conosce il suo segreto (ovvero che Joanie è la figlia di Cole) ma poi suo fratello lo spinge per terra e Scotty scoppia a piangere. Cole alla fine lo convince a farsi internare in una clinica per disintossicarsi con la promessa che forse lo faranno diventare loro socio. L'editore di Noah non sostiene il suo progetto del romanzo biografico dato che ci vorrebbero troppi anni per finirlo, suggerendogli invece il proseguimento di La discesa, perché benché sarebbe un lavoro di categoria scadente rispetto al primo, almeno ci vorrà meno tempo per scriverlo e lui resterà nei radar del mondo letterario. Noah scopre dal professore di medicina di Alison che lei ha abbandonato già da tempo la facoltà, poi scopre da Oscar che lei e Cole a sua insaputa hanno comprato il Lobster Roll. Noah va a Montauk dove trova Oscar in un bar che affoga la sua tristezza nell'alcol dopo aver perso il suo Lobster Roll, ridicolizzando Noah e la sua storia con Alison affermando che lui è solo il classico turista che venuto a Montauk si è invaghito di una donna del luogo, ma soprattutto sottolinea che Alison si gioca la carta della pietà per affascinare gli uomini, affermando che lei è solo una persona senza cuore. Noah va a trovare Max e gli dice che Helen sta frequentando Vic e che è molto felice con lui, ma poi notando la reazione rabbiosa di Max capisce che lui e Helen sono stati amanti. Max ammette che ha sempre amato Helen, mostrando anche una certa invidia che per anni ha celato nei riguardi di Noah. Quest'ultimo ora capisce che Max gli diede quei soldi solo per permettergli di divorziare il prima possibile e avere Helen tutta per sé, i due poi smettono di essere amici quando Noah comprende la vera natura ipocrita di Max. Noah va da Alison non potendo nascondere la sua rabbia per non avergli detto né di aver abbandonato la facoltà di medicina né di aver comprato il Lobster Roll insieme a Cole. Alison gli spiega che il Lobster Roll è un buon investimento e così avranno delle entrate sicure, inoltre lei ammette che New York non fa per lei, le manca la comunità di Montauk e gestire il Lobster Roll sarebbe un pretesto per tornarci di quando in quando.
Nel presente durante il processo la procura fa deporre un testimone a sorpresa: si tratta di Max, lui afferma che la notte della morte di Scotty, Noah venne a casa sua nel cuore della notte, Max lo vide dalla finestra mentre lavava la sua auto, poi nel vialetto notò le tracce di sangue che Noah aveva lavato dall'auto. 

## L'ultima scelta
- Titolo originale: 212
- Diretto da: Jeffrey Reiner
- Scritto da: Sarah Treem

### Trama
È arrivato il giorno del matrimonio di Cole e Luisa, a cui sono invitati pure Alison, Noah e Helen, a tutti gli invitati viene consegnata una pietra con incisi i propri nomi. Pure Scotty partecipa alla cerimonia, uscito dalla clinica completamente ripulito. Cole confessa a Alison che Luisa non può avere figli e che ci teneva a diventare padre per non commettere gli stessi sbagli del passato, ma lei gli fa capire che erano molto giovani quando si sposarono e che non sono riusciti a salvare il loro matrimonio dopo la morte del figlio, la cosa peggiore che possa capitare a due genitori, ma aggiunge che ora Cole è un uomo migliore. Durante il matrimonio Alison confessa a Noah di averlo tradito con Cole e che Joanie è sua figlia; Noah è fuori di sé dalla rabbia ritenendo, dopo tutte le battaglie e i sacrifici che ha fatto lottando per il loro amore, che è stato tutto inutile. Poi parla con Helen sulla spiaggia ammettendo che pensa spesso se ritornare con lei, poi i due si fanno un bagno nel mare. Durante il ricevimento del matrimonio al Lobster Roll Scotty si arrabbia con Alison e Cole quando capisce che loro non hanno intenzione di farlo socio. Poi si mette a bare e parla con Alison di Joanie, lui sa che è la figlia di Cole, ovvero una Lockhart, dicendole che "è la nostra bambina".
Alison si allontana dalla festa e va a fare una passeggiata lungo la strada, contemporaneamente Noah dà un passaggio con l'auto a Helen, ma poi ripensando a Alison non riesce a guidare con concentrazione, dunque Helen gli dà il cambio mettendosi alla guida. Mentre passeggia Alison viene raggiunta da Scotty il quale cerca di aggredirla, ma lei lo spinge per strada e Helen lo investe uccidendolo. Noah scende dall'auto e vede Alison.
Nel presente Jeffries fa un'ultima ispezione della scena del crimine e trova una prova contro Alison: la pietra con inciso il suo nome, che le era caduta quando aveva spinto Scotty. Lui la consegna a Gottlief che la mostra a Noah, rivelandogli di aver scoperto tramite un test del DNA che né Noah e né Scotty sono i padri di Joanie. Noah gli spiega che già lo sapeva e che il padre della piccola è Cole. Alla fine durante il processo Noah, per proteggere Helen e Alison, si prende la colpa dell'omicidio di Scotty dichiarandosi colpevole.